# وب‌نوشت عکسی
وب‌نوشت عکسی یا فوتوبلاگ یا فتوبلاگ نوعی وب‌نوشت (وبلاگ) است که هر یادداشت آن را یک عکس تشکیل می‌دهد که معمولاً توسط صاحب وب‌نوشت عکسی گرفته شده و گاه توضیحی کوتاه در مورد عکس به آن ضمیمه شده‌است.

## فوتوبلاگ چیست
وب نوشت عکسی همان طور که از نامش پیدا است، به وبلاگی گفته می‌شود که در آن، حرف اول را عکس می‌زند، هر چند که در این وبلاگ توضیحات متنی نیز وجود داشته باشد.در فوتوبلاگ ها اکثر افراد، عکس های را که با دوربین خود گرفته آمد قرار میدهند و توضیح کوتاهی هم در مورد آن، در زیر عکس می نویسند.

## کارکردهای فوتوبلاگ
بعضی وب‌نوشت‌های عکسی برای تفنن ساخته شده و بعضی دیگر خبری یا هنری هستند. بسیاری از افراد علاقه دارند از این طریق زندگی روزمره خود را به تصویر بکشند. وب‌نوشت‌های عکسی بیشتر کارهایی فردی هستند و معمولاً به شرکت یا بنگاهی ارتباط ندارند. برخی از وب‌نوشت‌های عکسی توسط یک نفر و برخی توسط چند نفر تهیه می‌شوند. در برخی از آنها روزی یک یا چند عکس قرار داده می‌شود و در برخی گهگاه عکس جدیدی دیده می‌شود. عکس‌ها ممکن است با متن کوتاهی همراه باشند که شرحی از واقع روز یا نحوهٔ گرفتن عکس باشد. بسیاری از وب‌نوشت‌های عکسی مکانی برای قرار دادن یادداشت توسط بازدیدکنندگان دارند، برخی از آنها هم چنین امکانی را ندارد.
وب نوشت عکسی، یک راه مناسب برای نگهداری و اشتراک تصاویر گرفته شده است و یک راه برای این است که شما بتوانید عکاسی تان را به مدت طولانی به نمایش بگذارید.
(پیکس بلاگ)